# Tahltan
Tahltan.- /Nastalo od Tha-sćlhthan," iz tha ili thu, "water," i saelhthan, od "thalla-a, point (Swanton); Prema Tahltanima,  “something heavy in the water”, odnosi se zapravo na losose koji plivaju uzvodno prema mjestu svoga rođenja, gdje će se mrijestiti i nakon toga uginuti./ Pleme Athapaskan Indijanaca u bazenu Stikine pa do ušća Iskut Rivera, jezera Dease, sjeverna im je granica izvori Nasse i južni pritoci Taku Rivera u Aljaski i Britanskoj Kolumbiji. 
Zemlja Tahltana je dijelom šumovita, dijelom obrasla travom ili kamenita. Lov na karibua, losa, medvjeda i razne krznaše dio je kulture njihovog nomadskog načina života. Uz ovo Tahltani poznaju i 25 vrsta raznih bobica koje koriste u prehrani. Organizirani su po nomadskim bandama, a postojala je i podjela na dvije polutke, Raven (ili Crow koji važi za svetu pticu u njihovoj kulturi ; u njihovom jeziku Tsesk'iya Cho) i Wolf s recipročnim funkcijama, od kojih se svaka sastojala od 3 klana.  Kod Tahltana, za koje se tvrdilo da je svaki klan imao svoje izdvojene lovačke teritorije, došlo je do kulturne promjene koja se očitava u tome da je danas zajednički dijele. 
Njihove nastambe bile su privremena skloništa, 'lean-tos'  s kosturom od motki, prekrivene korom ili granjem, a gradili su i četvrtaste konstrukcije od istog materijala. Središnjim dijelom sela dominira ceremonijalna i stambena konstrukcija za sve glavne klanske obitelji.
Formalno je socijalna organizacija posuđena od susjeda s Pacifičke obale, s društvenom stratifikacijom (slojevitošću) na plemiće, običan puk i robove. Druga posuđenica s obale je potlatch. 

## Tahltani danas
Danas (2005) Tahltani broje 2,189. prije je stanje iznosilo znatno manje: 2,000 (2000.); 700 (1970.); 503 (1959.); 240 (1934.); 250 (1900.); 300 (1850.); 1,000 (1700. i 1800.). -U današnje vrijeme rade kao traperi, vodiči i uopće radnici.  
U Britanskoj Kolumbiji sada se dijele na dva plemena, to su: Iskut First Nation (sjedište Iskut) i Tahltal Indian Band, s plemenskim sjedištem u Telegraph Creeku.

## Bande i sela
Izvorno Tahltani su bili podijeljeni na bande:
- Gikahnegah, Prema Swantonu to je bilo tek ribarsko selo na južnoj obali Stikine nasuprot Nine Mile flat-a.
- Lakneip, ova banda živjela je na gornjim tokovima Nasse. učestvovali su u uništenju Tsetsaut Indijanaca.
- Tahltan (Goontdarshage), 1 1/2 milju sjeverozapadno od ušća Tahltana
- Teetch-aranee, južna obala Tahltana, blizu ušća.
- Thludlin, na tahltanu, 12 milja od ušća
- Tratuckka, i ovo je po Swantonu ribarsko selo na Nine Mile flatu, na rijeci Stikine River.
- Tsaqudartsee, nekoliko milja od Teetch-aranee.

## Vanjske poveznice
- Tahltan Indian Tribe History
- Tahltan Nation
- Abandoned Tahltan Indian Capital (movie)  Arhivirana inačica izvorne stranice od 17. listopada 2006. (Wayback Machine)
- Tahltan  Arhivirana inačica izvorne stranice od 22. veljače 2007. (Wayback Machine)
- Tahltan Nation